# Zoran Miloševic
Zoran Miloševic (* 5. August 1967 in Živinice) ist ein bosnischer Fußballtrainer und ehemaliger Spieler, der momentan den Landesligisten SV Bad Bentheim trainiert. In seiner fast drei Jahrzehnte andauernden Spielerkarriere wurde er nach seinem Wechsel vom VfL Herzlake bei dem Oberligisten Eintracht Nordhorn heimisch und wurde dort in 13 Jahren zum Rekordspieler und Publikumsliebling. Der Mittelfeldstratege machte für die Eintracht aus Nordhorn bis zu seinem Karriereende, im Sommer 2011, 408 Spiele.

## Karrierebeginn in der Heimat und Flucht nach Frankreich
Miloševic spielte in seiner Kindheit zunächst für NK Omladinac Mionica, ehe er als Jugendlicher zum FK Budućnost Banovići wechselte. Dort wurde er bald von dem bosnischen Erstligisten FK Sloboda Tuzla entdeckt und unter Vertrag genommen. Mit 18 Jahren bestritt er seine ersten Spiele bei den Profis in der damaligen 1. jugoslawischen Liga. Der größte Vereinserfolg in dieser Zeit war die Herbstmeisterschaft 1989. Nach einer chaotischen Rückrunde konnte Sloboda sich aber nicht an der Spitze halten. Tuzla blieb er bis 1992 treu, als er den Club, um dem Bürgerkrieg zu entfliehen verließ und zum französischen Zweitligisten SC Amiens wechselte.

## Stationen in Deutschland
Um das Jahr 95 zog er mit seinem Sohn nach Deutschland und schloss sich dem VfL Herzlake an, welcher damals noch in der Regionalliga spielte. Nachdem der Verein in finanzielle Schwierigkeiten geriet und auch sportlich nicht mehr die Klasse halten konnte, wechselte Miloševic zu Eintracht Nordhorn um weiterhin in der Regionalliga spielen zu können. Dort wurde er heimisch und blieb dem Verein auch nach dem Zwangsabstieg im Jahre 2000 treu. In den folgenden Jahren wurde Miloševic zu einem der wichtigsten Spieler und zum Publikumsliebling.
Trotz seiner mittlerweile 37 Jahre suchte er bei dem SV Meppen kurzzeitig eine neue Herausforderung. Sein Halbjahresvertrag wurde nicht verlängert und so wechselte er in der Winterpause der Saison 2007/2008 wieder zur Eintracht Nordhorn, wo er direkt wieder Stammspieler war. Auch in seinen letzten drei Saisons trat Miloševic in jeweils mindestens 30 Spielen für Eintracht Nordhorn an. Da er auch mit über vierzig Jahren so gut wie nie verletzt war. In Zorans letzter Saison brach er gleich zwei Vereinsrekorde; er überholte Carsten Minich, der bis dato mit 394 Einsätzen für die Eintracht ihr Rekordspieler war. Gleichzeitig ist er mit 43 Jahren der älteste Spieler der in der Geschichte des Vereins 90 Minuten zum Einsatz kam.

## Trainerlaufbahn
Am 6. Oktober 2011 hat Miloševic beim Landesligisten SV Bad Bentheim die Nachfolge des entlassenen Hartmut Johanninck angetreten. Er hat einen Vertrag bis zum 30. Juni 2013 unterschrieben. Darüber hinaus soll Zoran auch als Spielertrainer bei der Mannschaft auf dem Platz aushelfen, um den Abstieg doch noch abzuwenden. Er hat das Team auf dem letzten Platz übernommen und hat sie bis heute schon auf den 14. Platz geführt.

## Spielweise und Besonderes
Miloševic zeichnete sich durch ein großes Spielverständnis und sichere Pässe sowie eine starke Zweikampfpräsenz aus. Der defensive Mittelfeldspieler hat das spiel der Nordhorner gestaltet und stark geprägt.
Seine Fitness und Robustheit sucht auch in höheren Ligen nach Beispielen. Er war in 13 Jahren bei Eintracht Nordhorn nur einmal mehrere Wochen verletzt. Und da war er bereits 42 Jahre alt.
Außerdem ist er der einzige Spieler der Eintracht Nordhorn, der zusammen mit seinem Sohn ein Ligaspiel bestritt. Das war in der Saison 2010/2011 als sein 19-jähriger Sohn Vanja einige Male in der Schlussviertelstunde eingewechselt wurde.

## Erfolge
Mit Sloboda Tuzla
- Jugoslawischer Herbstmeister 1989 (inoffizieller Titel)

Mit Eintracht Nordhorn
- DFB-Pokal Qualifikation 2008/2009 (1. Runde 3:9 gegen Werder Bremen)
- Vize-Meister der Oberliga Niedersachsen 2009
- Qualifikation für die eingleisige Oberliga Niedersachsen 2010

Persönliche Leistungen
- Rekordspieler des SV Eintracht Nordhorn mit 408 Spielen
- Ältester eingesetzter Spieler des SV Eintracht Nordhorn mit 43 Jahren und 10 Monaten